# Hearts in Atlantis
Hearts in Atlantis (Brasil: Lembranças de um Verão / Portugal: Corações na Atlântida) é um filme produzido em 2001, escrito por William Goldman e dirigido por Scott Hicks.

## Sinopse
Após a morte de um amigo, Robert Garfield, conhecido como Bobby, começa a relembrar seu passado. No meio de tantas lembranças, acaba recordando a época em que tinha apenas 11 anos. Nessa época, apareceu em sua vida um senhor misterioso chamado Ted Brautigan. Entretanto, é com a amizade e atenção de Ted que Bobby aprende a ter uma outra visão de seu falecido pai, bem como as possibilidades que a vida lhe oferecia na época.

## Elenco
- Anthony Hopkins.... Ted Brautigan
- Anton Yelchin.... Robert "Bobby" Garfield
- Hope Davis.... Elizabeth "Liz" Garfield
- Mika Boorem.... Carol Gerber/Molly
- David Morse.... Adult Robert "Bobby" Garfield
- Deirdre O'Connell.... Mrs. Gerber
- Will Rothhaar.... John "Sully" Sullivan
- Tommy Reifsnyder.... Harry Doolin
- Alan Tudyk.... Monte Man
- Tom Bower.... Len Files
- Celia Weston....Alana Files
- Adam LeFevre.... Don Biderman